# Carolyn Rodrigues
Pour les articles homonymes, voir Rodrigues (homonymie).
Carolyn Rodrigues (née le 16 septembre 1973), est une femme politique du Guyana. Elle occupe le poste de ministre des Affaires étrangères du Guyana entre le 10 avril 2008 et mai 2015, succédant à Samuel Insanally.